# Čvarići
Čvarići (Чварићи) è un centro abitato della Bosnia ed Erzegovina, compreso nel comune di Trebigne.